# Кострикин, Владимир Михайлович
Владимир Михайлович Кострикин (1918—1943) — младший сержант Рабоче-крестьянской Красной Армии, участник Великой Отечественной войны, Герой Советского Союза (1944).

## Биография
Владимир Иванович Кострикин (Кострыкин) родился в 1918 году в селе Кутли (ныне — Пичаевский район Тамбовской области). После окончания неполной средней школы работал в колхозе. В 1938 году был призван на службу в Рабоче-крестьянскую Красную Армию.
С января 1942 год — на фронтах Великой Отечественной войны. К сентябрю 1943 года гвардии младший сержант В. Кострикин командовал отделением 239-го гвардейского стрелкового полка 76-й гвардейской стрелковой дивизии 61-й армии Центрального фронта. Отличился во время битвы за Днепр.
В ночь с 27 на 28 сентября 1943 года в числе первых переправился через Днепр в районе деревни Асаревичи Брагинского района Гомельской области Белорусской ССР и принял активное участие в боях за захват и удержание плацдарма на его западном берегу. В тех боях он лично уничтожил несколько огневых точек противника, что способствовало успешной переправе основных сил. Также вместе со своим отделением прикрывал переправу частей полка. 6 октября 1943 года погиб в бою. Похоронен в Асаревичах.
Указом Президиума Верховного Совета СССР «О присвоении звания Героя Советского Союза генералам, офицерскому, сержантскому и рядовому составу Красной Армии» от 15 января 1944 года за «образцовое выполнение боевых заданий командования по форсированию реки Днепр и проявленные при этом мужество и героизм» гвардии младший сержант Владимир Кострикин посмертно был удостоен высокого звания Героя Советского Союза. Также посмертно был награждён орденом Ленина.

## Награды и звания
- Герой Советского Союза (1944)
- Орден Ленина